# Просенико (Удине)
Просенико је насеље у Италији у округу Удине, региону Фурланија-Јулијска крајина.
Према процени из 2011. у насељу је живело 62 становника. Насеље се налази на надморској висини од 575 м.